# Avilla (Arkansas)
Pour les articles homonymes, voir Avilla.
Avilla est une census-designated place du comté de Saline, dans l’État américain de l'Arkansas.